# EHF European Cup der Männer 2024/25
Am EHF European Cup 2024/25 nehmen 76 Handball-Vereinsmannschaften teil, die sich in der vorangegangenen Saison in ihren Heimatländern für den Wettbewerb qualifiziert hatten. Es ist die fünfte Austragung des Wettbewerbs. Der RK Alkaloid gewann das Turnier.

## Runde 1
In Runde 1 traten im September 2024 insgesamt 20 Teams im K.-o.-System mit Hin- und Rückspielen gegeneinander an. Die zehn Sieger waren für die Runde 2 qualifiziert.

### Qualifizierte Teams
| - Fivers - RK Sloboda - RK Leotar - RK Poreč - Viljandi HC - A.C. Diomidis Argous - Bianco Monte Drama 1986 - Raimond Sassari - Pallamano Conversano - Black Devils Meran | - KH Kastrioti - Granitas Kaunas - HC Amber - HB Dudelange - GRK Tikveš 2014 - Drammen HK - CSM Bukarest - RK Jeruzalem Ormož - Köyceğiz BLD SK - Spor Toto SK |

### Ausgeloste Spiele und Ergebnisse
| Mannschaft 1                                         | Mannschaft 2                        | Hinspiel             | Rückspiel            | Gesamt  |
| ---------------------------------------------------- | ----------------------------------- | -------------------- | -------------------- | ------- |
| Viljandi HC Koks, Basarab 10                         | CSM Bukarest Chiratcu 14            | 14.09.2024 13:00 Uhr | 22.09.2024 18:00 Uhr | 48 : 71 |
| Viljandi HC Koks, Basarab 10                         | CSM Bukarest Chiratcu 14            | 24 : 35 (9 : 16)     | 24 : 36 (9 : 20)     | 48 : 71 |
| Viljandi HC Koks, Basarab 10                         | CSM Bukarest Chiratcu 14            | 240 Zuschauer        | 150 Zuschauer        | 48 : 71 |
| Köyceğiz BLD SK Blida 19                             | RK Leotar Milojević 18              | 14.09.2024 16:00 Uhr | 21.09.2024 20:00 Uhr | 65 : 66 |
| Köyceğiz BLD SK Blida 19                             | RK Leotar Milojević 18              | 37 : 33 (17 : 16)    | 28 : 33 (14 : 15)    | 65 : 66 |
| Köyceğiz BLD SK Blida 19                             | RK Leotar Milojević 18              | 800 Zuschauer        | 800 Zuschauer        | 65 : 66 |
| RK Jeruzalem Ormož Sok 17                            | Granitas Kaunas Jurkevičius 14      | 14.09.2024 18:00 Uhr | 21.09.2024 17:00 Uhr | 67 : 54 |
| RK Jeruzalem Ormož Sok 17                            | Granitas Kaunas Jurkevičius 14      | 32 : 26 (13 : 11)    | 35 : 28 (18 : 14)    | 67 : 54 |
| RK Jeruzalem Ormož Sok 17                            | Granitas Kaunas Jurkevičius 14      | 600 Zuschauer        | 510 Zuschauer        | 67 : 54 |
| Bianco Monte Drama 1986 Kotsionis 14                 | GRK Tikveš 2014 Dimovski 13         | 14.09.2024 18:00 Uhr | 22.09.2024 19:00 Uhr | 57 : 53 |
| Bianco Monte Drama 1986 Kotsionis 14                 | GRK Tikveš 2014 Dimovski 13         | 31 : 27 (14 : 13)    | 26 : 26 (13 : 12)    | 57 : 53 |
| Bianco Monte Drama 1986 Kotsionis 14                 | GRK Tikveš 2014 Dimovski 13         | 1182 Zuschauer       | 2100 Zuschauer       | 57 : 53 |
| KH Kastrioti Terziqi 19                              | RK Sloboda Čolaković 17             | 14.09.2024 19:00 Uhr | 22.09.2024 18:00 Uhr | 58 : 61 |
| KH Kastrioti Terziqi 19                              | RK Sloboda Čolaković 17             | 30 : 29 (14 : 16)    | 28 : 32 (15 : 13)    | 58 : 61 |
| KH Kastrioti Terziqi 19                              | RK Sloboda Čolaković 17             | 1200 Zuschauer       | 1550 Zuschauer       | 58 : 61 |
| Pallamano Conversano Radovcic, Bulzamini, Possamai 8 | Drammen HK Dahl 17                  | 14.09.2024 20:00 Uhr | 22.09.2024 18:00 Uhr | 58 : 81 |
| Pallamano Conversano Radovcic, Bulzamini, Possamai 8 | Drammen HK Dahl 17                  | 31 : 43 (14 : 20)    | 27 : 38 (10 : 20)    | 58 : 81 |
| Pallamano Conversano Radovcic, Bulzamini, Possamai 8 | Drammen HK Dahl 17                  | 600 Zuschauer        | 745 Zuschauer        | 58 : 81 |
| HC Amber Aukštikalnis 11                             | Fivers Glätzl 12                    | 15.09.2024 16:00 Uhr | 21.09.2024 20:00 Uhr | 49 : 57 |
| HC Amber Aukštikalnis 11                             | Fivers Glätzl 12                    | 27 : 35 (12 : 12)    | 22 : 22 (11 : 13)    | 49 : 57 |
| HC Amber Aukštikalnis 11                             | Fivers Glätzl 12                    | 150 Zuschauer        | 550 Zuschauer        | 49 : 57 |
| Black Devils Meran Starcevi 9                        | A.C. Diomidis Argous Stefanitsis 13 | 20.09.2024 18:00 Uhr | 21.09.2024 18:00 Uhr | 54 : 64 |
| Black Devils Meran Starcevi 9                        | A.C. Diomidis Argous Stefanitsis 13 | 24 : 35 (12 : 14)    | 30 : 29 (13 : 14)    | 54 : 64 |
| Black Devils Meran Starcevi 9                        | A.C. Diomidis Argous Stefanitsis 13 | 120 Zuschauer        | 210 Zuschauer        | 54 : 64 |
| HB Dudelange Etute 20                                | Raimond Sassari Nardin 25           | 20.09.2024 18:30 Uhr | 21.09.2024 18:30 Uhr | 74 : 75 |
| HB Dudelange Etute 20                                | Raimond Sassari Nardin 25           | 36 : 36 (18 : 19)    | 38 : 39 (17 : 17)    | 74 : 75 |
| HB Dudelange Etute 20                                | Raimond Sassari Nardin 25           | 150 Zuschauer        | 300 Zuschauer        | 74 : 75 |
| Spor Toto SK Öztürk 18                               | RK Poreč Ikanović 12                | 21.09.2024 18:00 Uhr | 22.09.2024 18:00 Uhr | 52 : 61 |
| Spor Toto SK Öztürk 18                               | RK Poreč Ikanović 12                | 26 : 32 (13 : 13)    | 26 : 29 (14 : 16)    | 52 : 61 |
| Spor Toto SK Öztürk 18                               | RK Poreč Ikanović 12                | 700 Zuschauer        | 520 Zuschauer        | 52 : 61 |

## Runde 2
In Runde 2 starten im Oktober 2024 zusätzlich zu den zwölf in Runde 1 ermittelten Teams weitere 52 direkt für die 2. Runde qualifizierte Mannschaften. Diese 64 Teams spielen im K.-o.-System mit Hin- und Rückspielen gegeneinander an. Die 32 Sieger sind für die Runde 3 qualifiziert.

### Qualifizierte Teams
- In zweiter Runde eingestiegen

| - UHK Krems - Handball West Wien - Kur - HC Baki - HC Vise BM - Achilles Bocholt - RK Borac Banja Luka - RK Gračanica - Parnassos Strovolou - Sabbianco Anorthosis Famagusta - HC Zubří - HK FCC Město Lovosice - SKKP Handball Brno - Mistra - Põlva Serviti - H71 - VIF - BK-46 - Rihiimäen Cocks - London GD Handball Club - AEK Athen - A.C. PAOK - Olympiakos SFP - Haukar Hafnarfjörður - Holon Yuvalim Handball Club - Junior Fasano - SSV Brixen Handball | - KH Besa Famgas - KH Rahoveci - ZRHK TENAX Dobele - HC Dragūnas Klaipėda - VHC Šviesa Vilnius - Handball Esch - HC Berchem - RK Alkaloid - GRK Ohrid - RK Lovćen Cetinje - HV KRAS/Volendam - JD Techniek Hurry-up - ØIF Arendal - Runar Sandefjord Elite - AHC Potaissa Turda - CS Minaur Baia Mare - MRK Krka - RK Celje - HC Dinamo Pančevo - RK Partizan - Metaloplastika Šabac - Pfadi Winterthur - MŠK Považská Bystrica - Beşiktaş Istanbul - Beykoz BLD SK - HK Motor Saporischschja |

- Aus 1. Runde aufgestiegen

| - Fivers - RK Sloboda - RK Leotar - RK Poreč - A.C. Diomidis Argous | - Bianco Monte Drama 1986 - Raimond Sassari - Drammen HK - CSM Bukarest - RK Jeruzalem Ormož |

### Ausgeloste Spiele und Ergebnisse
| Mannschaft 1                                 | Mannschaft 2                                | Hinspiel             | Rückspiel            | Gesamt  |
| -------------------------------------------- | ------------------------------------------- | -------------------- | -------------------- | ------- |
| H71 Ziskason 13                              | SSV Brixen Handball Basic 17                | 17.10.2024 19:00 Uhr | 19.10.2024 19:00 Uhr | 63 : 74 |
| H71 Ziskason 13                              | SSV Brixen Handball Basic 17                | 33 : 40 (14 : 20)    | 30 : 34 (15 : 15)    | 63 : 74 |
| H71 Ziskason 13                              | SSV Brixen Handball Basic 17                | 200 Zuschauer        | 300 Zuschauer        | 63 : 74 |
| VIF Ragnarsson 13                            | Handball West Wien Möstl 12                 | 18.10.2024 20:00 Uhr | 19.10.2024 19:00 Uhr | 56 : 59 |
| VIF Ragnarsson 13                            | Handball West Wien Möstl 12                 | 22 : 29 (13 : 13)    | 34 : 30 (16 : 13)    | 56 : 59 |
| VIF Ragnarsson 13                            | Handball West Wien Möstl 12                 | 487 Zuschauer        | 375 Zuschauer        | 56 : 59 |
| VHC Šviesa Vilnius Bliuvas 12                | Mistra Orlovski 18                          | 19.10.2024 14:00 Uhr | 26.10.2024 14:00 Uhr | 59 : 61 |
| VHC Šviesa Vilnius Bliuvas 12                | Mistra Orlovski 18                          | 34 : 30 (16 : 13)    | 25 : 31 (9 : 17)     | 59 : 61 |
| VHC Šviesa Vilnius Bliuvas 12                | Mistra Orlovski 18                          | 250 Zuschauer        | 410 Zuschauer        | 59 : 61 |
| Beşiktaş Istanbul Tilte, Castro Peña 9       | HC Dinamo Pančevo Stanisavljevic 10         | 19.10.2024 17:00 Uhr | 26.10.2024 19:00 Uhr | 56 : 53 |
| Beşiktaş Istanbul Tilte, Castro Peña 9       | HC Dinamo Pančevo Stanisavljevic 10         | 34 : 27 (16 : 14)    | 22 : 26 (15 : 13)    | 56 : 53 |
| Beşiktaş Istanbul Tilte, Castro Peña 9       | HC Dinamo Pančevo Stanisavljevic 10         | 550 Zuschauer        | 300 Zuschauer        | 56 : 53 |
| HK FCC Město Lovosice Choteborský 19         | KH Besa Famgas Stankovic 21                 | 19.10.2024 17:00 Uhr | 27.10.2024 19:00 Uhr | 65 : 63 |
| HK FCC Město Lovosice Choteborský 19         | KH Besa Famgas Stankovic 21                 | 38 : 28 (14 : 13)    | 27 : 35 (13 : 15)    | 65 : 63 |
| HK FCC Město Lovosice Choteborský 19         | KH Besa Famgas Stankovic 21                 | 722 Zuschauer        | 150 Zuschauer        | 65 : 63 |
| Olympiacos SFP Vejin 13                      | Fivers Glätzl 12                            | 19.10.2024 18:00 Uhr | 26.10.2024 20:00 Uhr | 59 : 56 |
| Olympiacos SFP Vejin 13                      | Fivers Glätzl 12                            | 30 : 21 (10 : 9)     | 29 : 35 (15 : 19)    | 59 : 56 |
| Olympiacos SFP Vejin 13                      | Fivers Glätzl 12                            | 500 Zuschauer        | 900 Zuschauer        | 59 : 56 |
| RK Partizan Andjelkovic 12                   | HC Berchem Hoffmann 16                      | 19.10.2024 18:00 Uhr | 26.10.2024 18:30 Uhr | 62 : 46 |
| RK Partizan Andjelkovic 12                   | HC Berchem Hoffmann 16                      | 35 : 24 (15 : 10)    | 27 : 22 (14 : 10)    | 62 : 46 |
| RK Partizan Andjelkovic 12                   | HC Berchem Hoffmann 16                      | 950 Zuschauer        | 450 Zuschauer        | 62 : 46 |
| Pfadi Winterthur Rellstab 10                 | RK Sloboda Ombaša 9                         | 19.10.2024 18:00 Uhr | 20.10.2024 18:00 Uhr | 53 : 46 |
| Pfadi Winterthur Rellstab 10                 | RK Sloboda Ombaša 9                         | 24 : 26 (15 : 12)    | 29 : 20 (13 : 13)    | 53 : 46 |
| Pfadi Winterthur Rellstab 10                 | RK Sloboda Ombaša 9                         | 1200 Zuschauer       | 1500 Zuschauer       | 53 : 46 |
| MŠK Považská Bystrica Duriš 11               | HC Zubří Hrstka 13                          | 19.10.2024 18:00 Uhr | 26.10.2024 18:00 Uhr | 52 : 49 |
| MŠK Považská Bystrica Duriš 11               | HC Zubří Hrstka 13                          | 25 : 20 (15 : 11)    | 27 : 29 (13 : 9)     | 52 : 49 |
| MŠK Považská Bystrica Duriš 11               | HC Zubří Hrstka 13                          | 1190 Zuschauer       | 942 Zuschauer        | 52 : 49 |
| Metaloplastika Šabac Dodic 16                | MRK Krka Vukic 13                           | 19.10.2024 18:30 Uhr | 26.10.2024 18:00 Uhr | 58 : 60 |
| Metaloplastika Šabac Dodic 16                | MRK Krka Vukic 13                           | 30 : 32 (10 : 18)    | 28 : 28 (16 : 17)    | 58 : 60 |
| Metaloplastika Šabac Dodic 16                | MRK Krka Vukic 13                           | 950 Zuschauer        | 350 Zuschauer        | 58 : 60 |
| Raimond Sassari Hamidovic 23                 | HC Izvidac Cesko 18                         | 19.10.2024 18:45 Uhr | 26.10.2024 19:00 Uhr | 66 : 71 |
| Raimond Sassari Hamidovic 23                 | HC Izvidac Cesko 18                         | 38 : 39 (21 : 19)    | 28 : 32 (14 : 15)    | 66 : 71 |
| Raimond Sassari Hamidovic 23                 | HC Izvidac Cesko 18                         | 350 Zuschauer        | 1500 Zuschauer       | 66 : 71 |
| JD Techniek Hurry-up Hoogland 10             | Põlva Serviti Rooba 20                      | 19.10.2024 19:00 Uhr | 26.10.2024 16:00 Uhr | 48 : 61 |
| JD Techniek Hurry-up Hoogland 10             | Põlva Serviti Rooba 20                      | 21 : 25 (11 : 13)    | 27 : 36 (13 : 17)    | 48 : 61 |
| JD Techniek Hurry-up Hoogland 10             | Põlva Serviti Rooba 20                      | 650 Zuschauer        | 520 Zuschauer        | 48 : 61 |
| RK Gračanica Jamakovic 14                    | RK Celje Milicevic, Rakita 9                | 19.10.2024 19:00 Uhr | 27.10.2024 17:00 Uhr | 61 : 76 |
| RK Gračanica Jamakovic 14                    | RK Celje Milicevic, Rakita 9                | 36 : 43 (15 : 23)    | 26 : 33 (13 : 15)    | 61 : 76 |
| RK Gračanica Jamakovic 14                    | RK Celje Milicevic, Rakita 9                | 1065 Zuschauer       | 1200 Zuschauer       | 61 : 76 |
| GRK Ohrid Ojlesk 10                          | AHC Potaissa Turda Ghita 22                 | 19.10.2024 19:00 Uhr | 26.10.2024 17:00 Uhr | 60 : 64 |
| GRK Ohrid Ojlesk 10                          | AHC Potaissa Turda Ghita 22                 | 31 : 25 (18 : 15)    | 29 : 39 (14 : 17)    | 60 : 64 |
| GRK Ohrid Ojlesk 10                          | AHC Potaissa Turda Ghita 22                 | 3100 Zuschauer       | 2000 Zuschauer       | 60 : 64 |
| RK Alkaloid Bingo 15                         | HC Dragūnas Klaipėda Butkus, Smantauskas 10 | 19.10.2024 19:00 Uhr | 26.10.2024 15:00 Uhr | 79 : 62 |
| RK Alkaloid Bingo 15                         | HC Dragūnas Klaipėda Butkus, Smantauskas 10 | 42 : 31 (18 : 12)    | 37 : 31 (21 : 17)    | 79 : 62 |
| RK Alkaloid Bingo 15                         | HC Dragūnas Klaipėda Butkus, Smantauskas 10 | 650 Zuschauer        | 500 Zuschauer        | 79 : 62 |
| UHK Krems Teubert, Bergemann 10              | HV KRAS/Volendam Baijens 11                 | 19.10.2024 19:00 Uhr | 26.10.2024 19:00 Uhr | 64 : 59 |
| UHK Krems Teubert, Bergemann 10              | HV KRAS/Volendam Baijens 11                 | 29 : 26 (14 : 10)    | 35 : 33 (13 : 10)    | 64 : 59 |
| UHK Krems Teubert, Bergemann 10              | HV KRAS/Volendam Baijens 11                 | 800 Zuschauer        | 600 Zuschauer        | 64 : 59 |
| Handball Esch Jokic 15                       | HK Motor Saporischschja Kubatko 12          | 19.10.2024 19:00 Uhr | 27.10.2024 18:00 Uhr | 55 : 78 |
| Handball Esch Jokic 15                       | HK Motor Saporischschja Kubatko 12          | 26 : 32 (14 : 17)    | 29 : 46 (11 : 19)    | 55 : 78 |
| Handball Esch Jokic 15                       | HK Motor Saporischschja Kubatko 12          | 200 Zuschauer        | 200 Zuschauer        | 55 : 78 |
| HC Vise BM Bourget, N'Guema-Mantion 10       | A.C. Diomidis Argous Tselios, Tsakouridis 9 | 19.10.2024 20:00 Uhr | 26.10.2024 17:00 Uhr | 51 : 63 |
| HC Vise BM Bourget, N'Guema-Mantion 10       | A.C. Diomidis Argous Tselios, Tsakouridis 9 | 21 : 26 (10 : 13)    | 30 : 37 (15 : 23)    | 51 : 63 |
| HC Vise BM Bourget, N'Guema-Mantion 10       | A.C. Diomidis Argous Tselios, Tsakouridis 9 | 350 Zuschauer        | 200 Zuschauer        | 51 : 63 |
| Achilles Bocholt Przybylski 15               | KH Rahoveci Gjuka 21                        | 19.10.2024 20:15 Uhr | 26.10.2024 19:00 Uhr | 57 : 66 |
| Achilles Bocholt Przybylski 15               | KH Rahoveci Gjuka 21                        | 32 : 29 (15 : 14)    | 25 : 37 (13 : 16)    | 57 : 66 |
| Achilles Bocholt Przybylski 15               | KH Rahoveci Gjuka 21                        | 800 Zuschauer        | 2000 Zuschauer       | 57 : 66 |
| BK-46 Rönnberg 16                            | SKKP Handball Brno Moješcik 13              | 20.10.2024 15:00 Uhr | 27.10.2024 16:00 Uhr | 70 : 52 |
| BK-46 Rönnberg 16                            | SKKP Handball Brno Moješcik 13              | 41 : 29 (20 : 12)    | 29 : 23 (13 : 12)    | 70 : 52 |
| BK-46 Rönnberg 16                            | SKKP Handball Brno Moješcik 13              | 618 Zuschauer        | 551 Zuschauer        | 70 : 52 |
| CSM Bukarest Dodica 16                       | Runar Sandefjord Elite Aasvestad 10         | 20.10.2024 17:00 Uhr | 21.10.2024 18:30 Uhr | 51 : 66 |
| CSM Bukarest Dodica 16                       | Runar Sandefjord Elite Aasvestad 10         | 25 : 37 (9 : 16)     | 26 : 29 (13 : 15)    | 51 : 66 |
| CSM Bukarest Dodica 16                       | Runar Sandefjord Elite Aasvestad 10         | 400 Zuschauer        | 312 Zuschauer        | 51 : 66 |
| ØIF Arendal Gjerdalen 17                     | Bianco Monte Drama 1986 Kritikos 16         | 20.10.2024 17:00 Uhr | 26.10.2024 18:00 Uhr | 73 : 59 |
| ØIF Arendal Gjerdalen 17                     | Bianco Monte Drama 1986 Kritikos 16         | 37 : 35 (18 : 19)    | 36 : 24 (16 : 12)    | 73 : 59 |
| ØIF Arendal Gjerdalen 17                     | Bianco Monte Drama 1986 Kritikos 16         | 398 Zuschauer        | 1700 Zuschauer       | 73 : 59 |
| Haukar Hafnarfjörður Steinsson 11            | Rihiimäen Cocks Duda, Vainionpää 12         | 20.10.2024 20:00 Uhr | 26.10.2024 15:00 Uhr | 64 : 53 |
| Haukar Hafnarfjörður Steinsson 11            | Rihiimäen Cocks Duda, Vainionpää 12         | 35 : 26 (18 : 11)    | 29 : 27 (12 : 14)    | 64 : 53 |
| Haukar Hafnarfjörður Steinsson 11            | Rihiimäen Cocks Duda, Vainionpää 12         | 257 Zuschauer        | 422 Zuschauer        | 64 : 53 |
| RK Borac Banja Luka Hadžic 20                | RK Jeruzalem Ormož Sok 15                   | 20.10.2024 20:15 Uhr | 26.10.2024 18:00 Uhr | 45 : 53 |
| RK Borac Banja Luka Hadžic 20                | RK Jeruzalem Ormož Sok 15                   | 36 : 20 (11 : 10)    | 19 : 33 (9 : 18)     | 45 : 53 |
| RK Borac Banja Luka Hadžic 20                | RK Jeruzalem Ormož Sok 15                   | 1625 Zuschauer       | 750 Zuschauer        | 45 : 53 |
| CS Minaur Baia Mare Kozakevych 14            | Beykoz BLD SK Babacan 16                    | 25.10.2024 17:00 Uhr | 26.10.2024 17:00 Uhr | 91 : 69 |
| CS Minaur Baia Mare Kozakevych 14            | Beykoz BLD SK Babacan 16                    | 44 : 30 (20 : 16)    | 47 : 39 (23 : 20)    | 91 : 69 |
| CS Minaur Baia Mare Kozakevych 14            | Beykoz BLD SK Babacan 16                    | 1200 Zuschauer       | 1200 Zuschauer       | 91 : 69 |
| RK Poreč Bajan 11                            | London GD Handball Club Archier, Tyler 8    | 25.10.2024 18:00 Uhr | 26.10.2024 18:00 Uhr | 69 : 42 |
| RK Poreč Bajan 11                            | London GD Handball Club Archier, Tyler 8    | 36 : 24 (17 : 11)    | 18 : 33 (9 : 16)     | 69 : 42 |
| RK Poreč Bajan 11                            | London GD Handball Club Archier, Tyler 8    | 385 Zuschauer        | 290 Zuschauer        | 69 : 42 |
| Junior Fasano Pugliese 11                    | AEK Athen Arampatzis 11                     | 25.10.2024 18:30 Uhr | 26.10.2024 18:30 Uhr | 46 : 77 |
| Junior Fasano Pugliese 11                    | AEK Athen Arampatzis 11                     | 20 : 38 (13 : 17)    | 26 : 39 (12 : 23)    | 46 : 77 |
| Junior Fasano Pugliese 11                    | AEK Athen Arampatzis 11                     | 300 Zuschauer        | 50 Zuschauer         | 46 : 77 |
| Sabbianco Anorthosis Famagusta Seirikidis 15 | A.C. PAOK Ioannou 14                        | 25.10.2024 19:00 Uhr | 26.10.2024 19:00 Uhr | 67 : 57 |
| Sabbianco Anorthosis Famagusta Seirikidis 15 | A.C. PAOK Ioannou 14                        | 30 : 24 (15 : 13)    | 37 : 33 (19 : 17)    | 67 : 57 |
| Sabbianco Anorthosis Famagusta Seirikidis 15 | A.C. PAOK Ioannou 14                        | 750 Zuschauer        | 600 Zuschauer        | 67 : 57 |
| ZRHK TENAX Dobele Kreicbergs 10              | RK Leotar Milojevic 12                      | 25.10.2024 20:00 Uhr | 27.10.2024 19:00 Uhr | 49 : 51 |
| ZRHK TENAX Dobele Kreicbergs 10              | RK Leotar Milojevic 12                      | 24 : 26 (16 : 16)    | 25 : 25 (12 : 15)    | 49 : 51 |
| ZRHK TENAX Dobele Kreicbergs 10              | RK Leotar Milojevic 12                      | 750 Zuschauer        | 630 Zuschauer        | 49 : 51 |
| Drammen HK Haugstvedt 12                     | Holon Yuvalim Handball Club Levi 19         | 26.10.2024 13:00 Uhr | 27.10.2024 13:00 Uhr | 70 : 51 |
| Drammen HK Haugstvedt 12                     | Holon Yuvalim Handball Club Levi 19         | 35 : 29 (17 : 18)    | 35 : 22 (16 : 13)    | 70 : 51 |
| Drammen HK Haugstvedt 12                     | Holon Yuvalim Handball Club Levi 19         | 0 Zuschauer          | 0 Zuschauer          | 70 : 51 |
| Parnassos Strovolou Demosthenous 13          | Kur Lekovic 17                              | 26.10.2024 15:00 Uhr | 27.10.2024 14:00 Uhr | 49 : 51 |
| Parnassos Strovolou Demosthenous 13          | Kur Lekovic 17                              | 31 : 35 (17 : 16)    | 29 : 32 (14 : 19)    | 49 : 51 |
| Parnassos Strovolou Demosthenous 13          | Kur Lekovic 17                              | 500 Zuschauer        | 600 Zuschauer        | 49 : 51 |
| HC Baki Nazaraliyev 11                       | RK Lovćen Cetinje Radoicic 11               | 26.10.2024 18:00 Uhr | 27.10.2024 18:00 Uhr | 44 : 78 |
| HC Baki Nazaraliyev 11                       | RK Lovćen Cetinje Radoicic 11               | 21 : 41 (8 : 20)     | 23 : 37 (11 : 18)    | 44 : 78 |
| HC Baki Nazaraliyev 11                       | RK Lovćen Cetinje Radoicic 11               | 1200 Zuschauer       | 1000 Zuschauer       | 44 : 78 |

## Runde 3
In Runde 3 spielen im November und Dezember 2024 die 32 Siegermannschaften aus Runde 2 im K.-o.-System mit Hin- und Rückspielen gegeneinander. Die 16 Sieger sind für die nächste Runde (Last 16) qualifiziert.

### Qualifizierte Teams
| - UHK Krems - Handball West Wien - Kur - HC Izvidac - RK Leotar - RK Poreč - Sabbianco Anorthosis Famagusta - HK FCC Město Lovosice - Mistra - Põlva Serviti - BK-46 - AEK Athen - A.C. Diomidis Argous - Olympiakos SFP - Haukar Hafnarfjörður - SSV Brixen Handball | - KH Rahoveci - RK Alkaloid - RK Lovćen Cetinje - Drammen HK - ØIF Arendal - Runar Sandefjord Elite - AHC Potaissa Turda - CS Minaur Baia Mare - MRK Krka - RK Celje - RK Jeruzalem Ormož - RK Partizan - Pfadi Winterthur - MŠK Považská Bystrica - Beşiktaş Istanbul - HK Motor Saporischschja |

### Ausgeloste Spiele und Ergebnisse
| Mannschaft 1                                 | Mannschaft 2                                        | Hinspiel             | Rückspiel                    | Gesamt  |
| -------------------------------------------- | --------------------------------------------------- | -------------------- | ---------------------------- | ------- |
| Drammen HK Haugstvedt 9                      | RK Leotar Milojevic 13                              | 22.11.2024 20:00 Uhr | 24.11.2024 20:00 Uhr         | 65 : 51 |
| Drammen HK Haugstvedt 9                      | RK Leotar Milojevic 13                              | 33 : 30 (14 : 15)    | 32 : 21 (16 : 15)            | 65 : 51 |
| Drammen HK Haugstvedt 9                      | RK Leotar Milojevic 13                              | 700 Zuschauer        | 1000 Zuschauer               | 65 : 51 |
| Põlva Serviti Rebane 11                      | Beşiktaş Istanbul Güney 7                           | 23.11.2024 16:00 Uhr | 30.11.2024 15:00 Uhr         | 53 : 56 |
| Põlva Serviti Rebane 11                      | Beşiktaş Istanbul Güney 7                           | 26 : 24 (14 : 11)    | 27 : 32 (15 : 17)            | 53 : 56 |
| Põlva Serviti Rebane 11                      | Beşiktaş Istanbul Güney 7                           | 1000 Zuschauer       | 740 Zuschauer                | 53 : 56 |
| MŠK Považská Bystrica Briatka 11             | BK-46 Henriksson 15                                 | 23.11.2024 16:00 Uhr | 30.11.2024 15:00 Uhr         | 54 : 65 |
| MŠK Považská Bystrica Briatka 11             | BK-46 Henriksson 15                                 | 28 : 31 (13 : 14)    | 26 : 34 (15 : 14)            | 54 : 65 |
| MŠK Považská Bystrica Briatka 11             | BK-46 Henriksson 15                                 | 1100 Zuschauer       | 755 Zuschauer                | 54 : 65 |
| ØIF Arendal Gautason 14                      | A.C. Diomidis Argous Manthos 12                     | 23.11.2024 17:00 Uhr | 24.11.2024 17:00 Uhr         | 52 : 59 |
| ØIF Arendal Gautason 14                      | A.C. Diomidis Argous Manthos 12                     | 19 : 23 (10 : 14)    | 33 : 36 (14 : 16)            | 52 : 59 |
| ØIF Arendal Gautason 14                      | A.C. Diomidis Argous Manthos 12                     | 275 Zuschauer        | 263 Zuschauer                | 52 : 59 |
| SSV Brixen Handball Canete 17                | HK FCC Město Lovosice Kupa, Khayan, Mizera, Stach 8 | 23.11.2024 17:00 Uhr | 24.11.2024 14:00 Uhr         | 66 : 55 |
| SSV Brixen Handball Canete 17                | HK FCC Město Lovosice Kupa, Khayan, Mizera, Stach 8 | 32 : 26 (13 : 11)    | 34 : 29 (13 : 16)            | 66 : 55 |
| SSV Brixen Handball Canete 17                | HK FCC Město Lovosice Kupa, Khayan, Mizera, Stach 8 | 400 Zuschauer        | 925 Zuschauer                | 66 : 55 |
| AHC Potaissa Turda Veres 10                  | Olympiakos SFP Savvas 15                            | 23.11.2024 17:00 Uhr | 30.11.2024 18:30 Uhr         | 58 : 59 |
| AHC Potaissa Turda Veres 10                  | Olympiakos SFP Savvas 15                            | 27 : 32 (14 : 19)    | 31 : 27 (12 : 10)            | 58 : 59 |
| AHC Potaissa Turda Veres 10                  | Olympiakos SFP Savvas 15                            | 2800 Zuschauer       | 500 Zuschauer                | 58 : 59 |
| RK Poreč Bajan 9                             | MRK Krka Nikolic, Stanojevic 7                      | 23.11.2024 18:00 Uhr | 30.11.2024 18:00 Uhr         | 45 : 52 |
| RK Poreč Bajan 9                             | MRK Krka Nikolic, Stanojevic 7                      | 21 : 23 (9 : 12)     | 24 : 29 (10 : 16)            | 45 : 52 |
| RK Poreč Bajan 9                             | MRK Krka Nikolic, Stanojevic 7                      | 420 Zuschauer        | 450 Zuschauer                | 45 : 52 |
| KH Rahoveci Alonso Garcia 16                 | CS Minaur Baia Mare Botea 13                        | 23.11.2024 19:00 Uhr | 30.11.2024 15:00 Uhr         | 71 : 73 |
| KH Rahoveci Alonso Garcia 16                 | CS Minaur Baia Mare Botea 13                        | 31 : 38 (11 : 19)    | 35 : 40 (19 : 19)            | 71 : 73 |
| KH Rahoveci Alonso Garcia 16                 | CS Minaur Baia Mare Botea 13                        | 2500 Zuschauer       | 1500 Zuschauer               | 71 : 73 |
| UHK Krems Bergemann 10                       | RK Partizan Crnoglavac 12                           | 23.11.2024 19:00 Uhr | 30.11.2024 18:00 Uhr         | 45 : 54 |
| UHK Krems Bergemann 10                       | RK Partizan Crnoglavac 12                           | 25 : 24 (12 : 10)    | 20 : 30 (9 : 15)             | 45 : 54 |
| UHK Krems Bergemann 10                       | RK Partizan Crnoglavac 12                           | 900 Zuschauer        | 1500 Zuschauer               | 45 : 54 |
| Mistra Celminš 18                            | RK Jeruzalem Ormož Bura 12                          | 24.11.2024 13:00 Uhr | 30.11.2024 18:00 Uhr         | 56 : 69 |
| Mistra Celminš 18                            | RK Jeruzalem Ormož Bura 12                          | 30 : 34 (14 : 19)    | 26 : 35 (14 : 19)            | 56 : 69 |
| Mistra Celminš 18                            | RK Jeruzalem Ormož Bura 12                          | 212 Zuschauer        | 700 Zuschauer                | 56 : 69 |
| Runar Sandefjord Elite Lindell 15            | RK Celje Milicevic 10                               | 24.11.2024 17:00 Uhr | 01.12.2024 16:00 Uhr         | 71 : 60 |
| Runar Sandefjord Elite Lindell 15            | RK Celje Milicevic 10                               | 41 : 28 (18 : 9)     | 30 : 32 (15 : 16)            | 71 : 60 |
| Runar Sandefjord Elite Lindell 15            | RK Celje Milicevic 10                               | 597 Zuschauer        | 1800 Zuschauer               | 71 : 60 |
| HK Motor Saporischschja Horovy, Kubatko 16   | HC Izvidac Cesko 23                                 | 24.11.2024 18:00 Uhr | 30.11.2024 20:00 Uhr         | 72 : 73 |
| HK Motor Saporischschja Horovy, Kubatko 16   | HC Izvidac Cesko 23                                 | 33 : 32 (16 : 16)    | 39 : 41 (17 : 11), (31 : 32) | 72 : 73 |
| HK Motor Saporischschja Horovy, Kubatko 16   | HC Izvidac Cesko 23                                 | 100 Zuschauer        | 2800 Zuschauer               | 72 : 73 |
| Sabbianco Anorthosis Famagusta Seirikidis 21 | Pfadi Winterthur Mierzwa 15                         | 24.11.2024 19:30 Uhr | 01.12.2024 17:00 Uhr         | 69 : 64 |
| Sabbianco Anorthosis Famagusta Seirikidis 21 | Pfadi Winterthur Mierzwa 15                         | 37 : 28 (15 : 9)     | 32 : 36 (16 : 18)            | 69 : 64 |
| Sabbianco Anorthosis Famagusta Seirikidis 21 | Pfadi Winterthur Mierzwa 15                         | 450 Zuschauer        | 712 Zuschauer                | 69 : 64 |
| RK Alkaloid Petkovski 17                     | Handball West Wien Meleschnig 13                    | 29.11.2024 19:00 Uhr | 30.11.2024 19:00 Uhr         | 70 : 56 |
| RK Alkaloid Petkovski 17                     | Handball West Wien Meleschnig 13                    | 38 : 27 (20 : 14)    | 32 : 29 (16 : 12)            | 70 : 56 |
| RK Alkaloid Petkovski 17                     | Handball West Wien Meleschnig 13                    | 650 Zuschauer        | 550 Zuschauer                | 70 : 56 |
| Haukar Hafnarfjörður Einarsson 13            | Kur Lekovic 15                                      | 30.11.2024 14:00 Uhr | 01.12.2024 14:00 Uhr         | 68 : 52 |
| Haukar Hafnarfjörður Einarsson 13            | Kur Lekovic 15                                      | 30 : 25 (13 : 13)    | 38 : 27 (16 : 13)            | 68 : 52 |
| Haukar Hafnarfjörður Einarsson 13            | Kur Lekovic 15                                      | 800 Zuschauer        | 800 Zuschauer                | 68 : 52 |
| AEK Athen Koukoulas, Duarte 11               | RK Lovćen Cetinje Radovic 13                        | 30.11.2024 16:00 Uhr | 01.12.2024 17:30 Uhr         | 86 : 57 |
| AEK Athen Koukoulas, Duarte 11               | RK Lovćen Cetinje Radovic 13                        | 45 : 26 (22 : 11)    | 41 : 31 (24 : 15)            | 86 : 57 |
| AEK Athen Koukoulas, Duarte 11               | RK Lovćen Cetinje Radovic 13                        | 500 Zuschauer        | 500 Zuschauer                | 86 : 57 |

## Last 16
In der Runde Last 16 spielen im Februar 2025 die 16 Siegermannschaften aus Runde 3 im K.-o.-System mit Hin- und Rückspielen gegeneinander. Die acht Sieger sind für das Viertelfinale qualifiziert.

### Qualifizierte Teams
| - HC Izvidac - Sabbianco Anorthosis Famagusta - BK-46 - AEK Athen - A.C. Diomidis Argous - Olympiakos SFP - Haukar Hafnarfjörður - SSV Brixen Handball | - RK Alkaloid - Drammen HK - Runar Sandefjord Elite - CS Minaur Baia Mare - MRK Krka - RK Jeruzalem Ormož - RK Partizan - Beşiktaş Istanbul |

### Ausgeloste Spiele und Ergebnisse
| Mannschaft 1                                          | Mannschaft 2                     | Hinspiel             | Rückspiel            | Gesamt  |
| ----------------------------------------------------- | -------------------------------- | -------------------- | -------------------- | ------- |
| AEK Athen Sako 11                                     | MRK Krka Stanojevic 9            | 15.02.2025 16:00 Uhr | 16.02.2025 17:00 Uhr | 69 : 53 |
| AEK Athen Sako 11                                     | MRK Krka Stanojevic 9            | 38 : 28 (20 : 13)    | 31 : 25 (13 : 14)    | 69 : 53 |
| AEK Athen Sako 11                                     | MRK Krka Stanojevic 9            | 650 Zuschauer        | 1400 Zuschauer       | 69 : 53 |
| RK Partizan Đorđić 13                                 | A.C. Diomidis Argous Kederis 7   | 15.02.2025 18:00 Uhr | 16.02.2025 18:00 Uhr | 58 : 50 |
| RK Partizan Đorđić 13                                 | A.C. Diomidis Argous Kederis 7   | 26 : 28 (15 : 15)    | 32 : 22 (13 : 10)    | 58 : 50 |
| RK Partizan Đorđić 13                                 | A.C. Diomidis Argous Kederis 7   | 1000 Zuschauer       | 1400 Zuschauer       | 58 : 50 |
| Haukar Hafnarfjörður Haraldsson 15                    | RK Jeruzalem Ormož Sok, Bura 10  | 15.02.2025 18:00 Uhr | 22.02.2025 18:00 Uhr | 62 : 49 |
| Haukar Hafnarfjörður Haraldsson 15                    | RK Jeruzalem Ormož Sok, Bura 10  | 31 : 23 (17 : 11)    | 31 : 26 (12 : 12)    | 62 : 49 |
| Haukar Hafnarfjörður Haraldsson 15                    | RK Jeruzalem Ormož Sok, Bura 10  | 572 Zuschauer        | 650 Zuschauer        | 62 : 49 |
| SSV Brixen Handball De Oliveira Candido 20            | RK Alkaloid Mitev, Petkovski 14  | 15.02.2025 19:00 Uhr | 22.02.2025 18:00 Uhr | 63 : 82 |
| SSV Brixen Handball De Oliveira Candido 20            | RK Alkaloid Mitev, Petkovski 14  | 32 : 44 (18 : 23)    | 31 : 38 (20 : 19)    | 63 : 82 |
| SSV Brixen Handball De Oliveira Candido 20            | RK Alkaloid Mitev, Petkovski 14  | 500 Zuschauer        | 1200 Zuschauer       | 63 : 82 |
| Runar Sandefjord Elite Wulvik 10                      | Beşiktaş Istanbul Castro Peña 10 | 16.02.2025 17:00 Uhr | 22.02.2025 16:00 Uhr | 65 : 64 |
| Runar Sandefjord Elite Wulvik 10                      | Beşiktaş Istanbul Castro Peña 10 | 35 : 35 (18 : 19)    | 30 : 29 (13 : 14)    | 65 : 64 |
| Runar Sandefjord Elite Wulvik 10                      | Beşiktaş Istanbul Castro Peña 10 | 602 Zuschauer        | 740 Zuschauer        | 65 : 64 |
| Sabbianco Anorthosis Famagusta Seirikidis, Bujisic 13 | HC Izvidac Odak 14               | 16.02.2025 17:30 Uhr | 22.02.2025 20:00 Uhr | 50 : 55 |
| Sabbianco Anorthosis Famagusta Seirikidis, Bujisic 13 | HC Izvidac Odak 14               | 25 : 25 (11 : 15)    | 25 : 30 (11 : 13)    | 50 : 55 |
| Sabbianco Anorthosis Famagusta Seirikidis, Bujisic 13 | HC Izvidac Odak 14               | 530 Zuschauer        | 3500 Zuschauer       | 50 : 55 |
| CS Minaur Baia Mare Botea 16                          | BK-46 Rönnberg 15                | 21.02.2025 18:00 Uhr | 22.02.2025 15:00 Uhr | 64 : 62 |
| CS Minaur Baia Mare Botea 16                          | BK-46 Rönnberg 15                | 33 : 30 (14 : 18)    | 31 : 32 (17 : 16)    | 64 : 62 |
| CS Minaur Baia Mare Botea 16                          | BK-46 Rönnberg 15                | 754 Zuschauer        | 954 Zuschauer        | 64 : 62 |
| Drammen HK Skovli, Hansson 10                         | Olympiakos SFP Savvas, Liapis 14 | 21.02.2025 19:30 Uhr | 23.02.2025 16:30 Uhr | 65 : 70 |
| Drammen HK Skovli, Hansson 10                         | Olympiakos SFP Savvas, Liapis 14 | 35 : 36 (16 : 21)    | 30 : 34 (15 : 17)    | 65 : 70 |
| Drammen HK Skovli, Hansson 10                         | Olympiakos SFP Savvas, Liapis 14 | 350 Zuschauer        | 250 Zuschauer        | 65 : 70 |

## Viertelfinale
Im Viertelfinale spielen im März 2025 die acht Siegermannschaften aus der Runde Last 16 im K.-o.-System mit Hin- und Rückspielen gegeneinander. Die vier Sieger sind für das Halbfinale qualifiziert.

### Qualifizierte Teams
| - HC Izvidac - AEK Athen - Olympiakos SFP - Haukar Hafnarfjörður | - RK Alkaloid - Runar Sandefjord Elite - CS Minaur Baia Mare - RK Partizan |

### Ausgeloste Spiele und Ergebnisse
| Mannschaft 1                      | Mannschaft 2                     | Hinspiel             | Rückspiel                    | Gesamt  |
| --------------------------------- | -------------------------------- | -------------------- | ---------------------------- | ------- |
| Haukar Hafnarfjörður Einarsson 10 | HC Izvidac Cesko 19              | 22.03.2025 17:00 Uhr | 29.03.2025 20:00 Uhr         | 56 : 60 |
| Haukar Hafnarfjörður Einarsson 10 | HC Izvidac Cesko 19              | 30 : 27 (15 : 12)    | 26 : 33 (8 : 13)             | 56 : 60 |
| Haukar Hafnarfjörður Einarsson 10 | HC Izvidac Cesko 19              | 1800 Zuschauer       | 4000 Zuschauer               | 56 : 60 |
| AEK Athen Davyes 8                | RK Partizan Crnoglavac 14        | 22.03.2025 18:00 Uhr | 07.04.2025 12:00 Uhr Anm. 1  | 53 : 52 |
| AEK Athen Davyes 8                | RK Partizan Crnoglavac 14        | 27 : 22 (17 : 12)    | 26 : 30 (10 : 11), (19 : 24) | 53 : 52 |
| AEK Athen Davyes 8                | RK Partizan Crnoglavac 14        | 800 Zuschauer        | 0 Zuschauer                  | 53 : 52 |
| CS Minaur Baia Mare Cumpanici 12  | RK Alkaloid Petkovski 13         | 23.03.2025 17:00 Uhr | 30.03.2025 19:00 Uhr         | 56 : 63 |
| CS Minaur Baia Mare Cumpanici 12  | RK Alkaloid Petkovski 13         | 31 : 31 (19 : 15)    | 25 : 32 (12 : 18)            | 56 : 63 |
| CS Minaur Baia Mare Cumpanici 12  | RK Alkaloid Petkovski 13         | 2500 Zuschauer       | 800 Zuschauer                | 56 : 63 |
| Olympiakos SFP Savvas 12          | Runar Sandefjord Elite Wulvik 13 | 23.03.2025 17:00 Uhr | 30.03.2025 17:00 Uhr         | 60 : 64 |
| Olympiakos SFP Savvas 12          | Runar Sandefjord Elite Wulvik 13 | 37 : 31 (19 : 12)    | 23 : 33 (10 : 14)            | 60 : 64 |
| Olympiakos SFP Savvas 12          | Runar Sandefjord Elite Wulvik 13 | 700 Zuschauer        | 825 Zuschauer                | 60 : 64 |

## Halbfinale
Im Halbfinale spielen im April 2024 die vier Siegermannschaften aus dem Viertelfinale im K.-o.-System mit Hin- und Rückspielen gegeneinander. Die beiden Sieger sind für das Finale qualifiziert.

### Qualifizierte Teams
| - HC Izvidac - AEK Athen | - RK Alkaloid - Runar Sandefjord Elite |

### Ausgeloste Spiele und Ergebnisse
| Mannschaft 1             | Mannschaft 2                    | Hinspiel             | Rückspiel                    | Gesamt  |
| ------------------------ | ------------------------------- | -------------------- | ---------------------------- | ------- |
| AEK Athen Keita 11       | HC Izvidac Vukšic 10            | 19.04.2025 16:10 Uhr | 26.04.2025 20:00 Uhr         | 61 : 56 |
| AEK Athen Keita 11       | HC Izvidac Vukšic 10            | 37 : 28 (20 : 13)    | 24 : 28 (12 : 13)            | 61 : 56 |
| AEK Athen Keita 11       | HC Izvidac Vukšic 10            | 811 Zuschauer        | 4000 Zuschauer               | 61 : 56 |
| RK Alkaloid Serafimov 18 | Runar Sandefjord Elite Rambo 17 | 20.04.2025 19:00 Uhr | 27.04.2025 17:00 Uhr         | 74 : 72 |
| RK Alkaloid Serafimov 18 | Runar Sandefjord Elite Rambo 17 | 42 : 37 (21 : 20)    | 32 : 35 (15 : 19), (29 : 34) | 74 : 72 |
| RK Alkaloid Serafimov 18 | Runar Sandefjord Elite Rambo 17 | 650 Zuschauer        | 890 Zuschauer                | 74 : 72 |

## Finale
Das Finale wurde im Mai 2025 zwischen den beiden Siegern des Halbfinales in Hin- und Rückspiel ausgetragen. Das Rückspiel in Skopje wurde aufgrund von Sicherheitsbedenken abgesagt. Die Europäische Handballföderation wertete das abgesagte Spiel mit 10:0 für RK Alkaloid, womit der Verein als Sieger des Wettbewerbs feststand.
| 18. Mai 2025 18:00 Uhr | AEK Athen             | 25:29   | RK Alkaloid              | Sunel Arena, Fyli, Ano Liosia Schiedsrichter: Sniurevicius, Grigalionis |
| 18. Mai 2025 18:00 Uhr | meiste Tore: Garain 6 | (14:16) | meiste Tore: Serafimov 6 | Sunel Arena, Fyli, Ano Liosia Schiedsrichter: Sniurevicius, Grigalionis |
| 18. Mai 2025 18:00 Uhr | Strafen: 2×           | Bericht | Strafen: 5×              | Sunel Arena, Fyli, Ano Liosia Schiedsrichter: Sniurevicius, Grigalionis |

| nicht ausgetragen | RK Alkaloid | mit 10:0 gewertet durch die EHF | AEK Athen |  |
| nicht ausgetragen |             |                                 |           |  |
| nicht ausgetragen |             |                                 |           |  |